# Напа (группа)
Напа (англ. Napa) — португальская инди-группа из Мадейры, состоящая из Диогу Гоиса, Франсиско Соузы, Жоау Гильерме Гомеса, Жоау Лоуренсу Гомеша и Жоау Родригеша. Они представили Португалию на конкурсе песни Евровидение 2025 с песней «Deslocado» в финале заняли 21 место.

## История

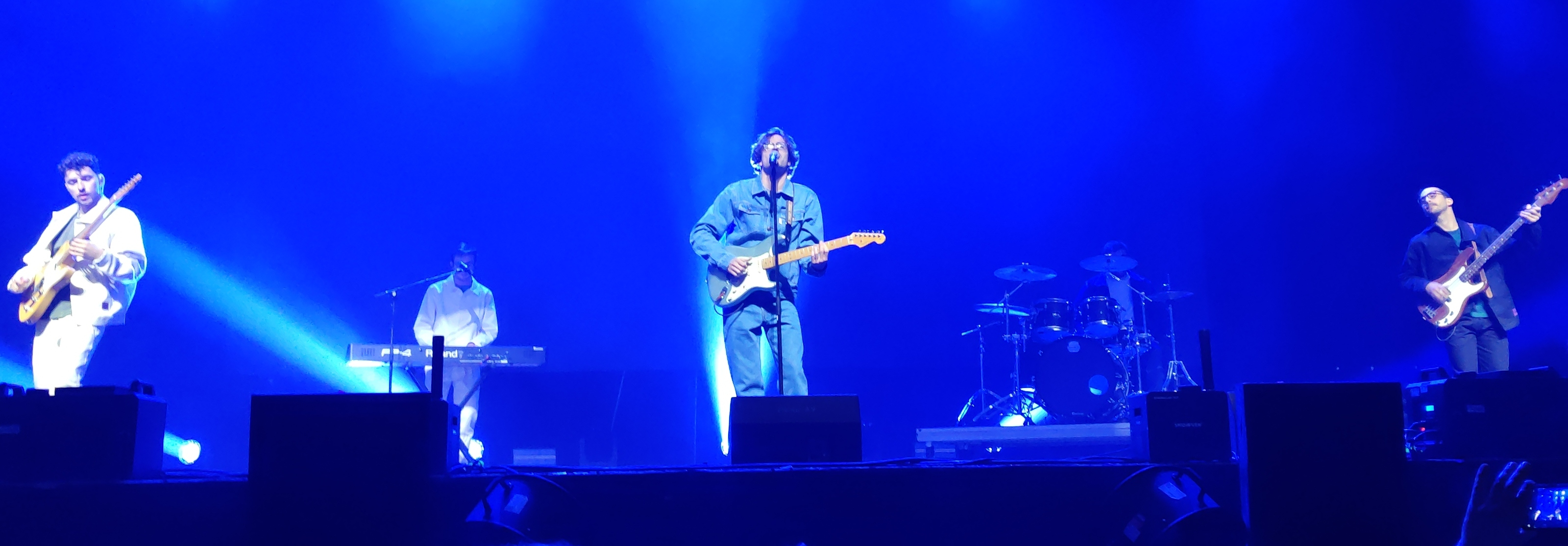
NAPA выступает на предварительной вечеринке «Евровидения-2025»

Группа Напа была основана в 2013 году на острове Мадейра и изначально называлась Men on the Couch. Вдохновившись такими группами как Arctic Monkeys, Red Hot Chili Peppers и The Beatles, они начали сочинять свои композиции на английском языке и записывать их в подвале у бабушки одного из участников группы. В 2019 году они выпустили свой первый альбом Senso comum, записанный на студии BlackSheep в Синтре. Проект финансировался без поддержки издателей посредством краудфандинговой кампании, в ходе которой было собрано около 3500 евро.
В 2023 году группа выпустила свой второй альбом Logo se vê. Именно тогда группа стала называться Напа. В 2024 году группа провела свой первый тур по стране. Позже они выпустили концертный фильм под названием O Mundo Continua a Girar, записанный в течение двух аншлаговых вечеров в театре Марии Матос.
5 ноября 2024 года было объявлено, что группа будет автором одной из песен для Festival da Canção 2025, португальского национального отбора на конкурс песни Евровидение. В итоге группа самостоятельно приняла участие в конкурсе. По результатам отбора Напа одержала победу, получив право представлять Португалию на конкурсе песни Евровидение 2025 в Базеле.
13 мая 2025 года Напа выступила в первом полуфинале Евровидения, откуда вышли в гранд-финал, который состоялся 17 мая 2025 года.

## Участники
Действующие и бывшие члены Напа:
Действующие члены
- Жоау Гильерме Гомес — вокал и гитара
- Франсиско Соуза — гитара
- Диого Гоис — бас
- Жоау Лоуренсу Гомеш — фортепиано
- Жуан Родригес — ударные

Бывшие члены
- Тиаго Родригес — ударные

## Дискография

### Альбомы
| Название    | Детали | Чарты |
| Название    | Детали | POR   |
| ----------- | --- | ----- |
| Senso comum | - Опубликован: 11 октября 2019 - Лейбл: Universal Music Portugal - Форматы: LP, digital download, streaming | 49    |
| Logo se vê  | - Опубликован: 26 мая 2023 - Лейбл: Universal Music Portugal - Форматы: LP, digital download, streaming     | 181   |

### Синглы
| Название                      | Год  | Чарты | Certifications  | Album or EP |
| Название                      | Год  | POR   | Certifications  | Album or EP |
| ----------------------------- | ---- | ----- | --------------- | ----------- |
| «Se eu morresse amanhã»       | 2019 | —     |                 | Senso comum |
| «Assim, sem fim» (with Silly) | 2023 | —     |                 | Logo se vê  |
| «Luz do túnel»                | 2023 | —     |                 | Logo se vê  |
| «Deslocado»                   | 2025 | 1     | - AFP: Platinum |             |